# Élections fédérales suisses de 2023
Les élections fédérales suisses de 2023, pour la 52e législature de l'Assemblée fédérale suisse, ont lieu le 22 octobre 2023 afin de renouveler les 200 sièges du Conseil national et 45 des 46 sièges du Conseil des États.
À l'inverse des précédentes élections, le scrutin conduit à un recul du parti Les Verts au profit des deux principaux partis, l'Union démocratique du centre et le Parti socialiste.

## Contexte
Lors des précédentes élections en octobre 2019, l'ensemble des principaux partis connaissent un recul, à l'exception des partis écologistes Les Verts et Vert'libéraux. L'Union démocratique du centre se maintient néanmoins largement en tête, suivie du Parti socialiste et du Parti libéral-radical. La percée des verts ne leur permet cependant pas de modifier la « Formule magique », l'ensemble des conseillers fédéraux sortants étant ainsi réélus lors du renouvellement du Conseil fédéral deux mois plus tard
Confrontés à plusieurs reculs électoraux, le Parti démocrate-chrétien et le Parti bourgeois-démocratique fusionnent début janvier 2021 pour former Le Centre. Le nouveau parti conclut début mai 2023 une stratégie d'apparentement avec les Vert'libéraux et le Parti évangélique suisse dans le plus grand nombre de cantons possible en vue des élections d'octobre.

## Système électoral
Le parlement bicaméral suisse, dit Assemblée fédérale, est doté d'une chambre basse, le Conseil national, et d'une chambre haute, le Conseil des États, toutes deux renouvelées intégralement tous les quatre ans au scrutin direct.
Le Conseil national est composé de 200 sièges pourvus dans des circonscriptions correspondant aux 26 cantons suisses. Six cantons élisent chacun un conseiller au scrutin uninominal majoritaire à un tour, tandis que les 194 sièges restants sont pourvus au scrutin proportionnel dans les vingt autres cantons qui forment des circonscriptions plurinominales dont le nombre de sièges varie à chaque élection en fonction de leur population. Les listes sont dites ouvertes et les électeurs ont ainsi la possibilité de les modifier en rayant ou ajoutant des noms, d'effectuer un panachage à partir de candidats de listes différentes ou même de composer eux-mêmes leurs listes sur un bulletin vierge. Après décompte des résultats, les sièges sont répartis sans seuil électoral mais selon la méthode du quotient de Hagenbach-Bischoff puis celle de la plus forte moyenne.
Les listes peuvent former des apparentements — et même des sous-apparentements entre différentes listes d'un même parti — pour combiner leurs résultats lors de la répartition des mandats. Les sièges obtenus sont ensuite partagés entre les différentes listes de l’apparentement toujours selon la même méthode. Ce système permet aux voix des petits partis de ne pas être perdues et d'aller aux plus grands partis qui leur sont le plus proche politiquement.
Le Conseil des États est quant à lui composé de 46 sièges, soit deux pour vingt cantons et un seul pour chacun des six anciens demi-cantons : Obwald, Nidwald, Bâle-Ville, Bâle-Campagne, Appenzell Rhodes-Extérieures et Appenzell Rhodes-Intérieures. Sur les 26 circonscriptions ainsi formées, 24 utilisent le scrutin majoritaire plurinominal en un ou deux tours de scrutin tandis que les cantons du Jura et de Neuchâtel utilisent un système proportionnel.

### Changements récents
Depuis 2015, la répartition des sièges par circonscription est fondée sur la population résidente et réactualisée à chaque élection. Conformément aux chiffres de l'Office fédéral de la statistique à la fin 2020, le canton de Zurich dispose d’un siège supplémentaire (36 sièges) par rapport aux précédentes élections, tandis que le canton de Bâle-Ville en a un de moins (4 sièges).

## Forces en présence
| Parti | Parti                        | Sigle   | Groupe | Tendance politique | Résultat en 2019 | Résultat en 2019 | Avant l'élection 2023 | Avant l'élection 2023 |
| Parti | Parti                        | Sigle   | Groupe | Tendance politique | CN               | CE               | CN                    | CE                    |
| ----- | ---------------------------- | ------- | ------ | --- | ---------------- | ---------------- | --------------------- | --------------------- |
|       | Union démocratique du centre | UDC     | V      | Droite à extrême droite conservatisme, libéralisme, souverainisme, national-conservatisme, euroscepticisme, Anti-écologisme | 53               | 6                | 53                    | 7                     |
|       | Parti socialiste             | PS      | S      | Gauche à centre gauche social-démocratie, europhilie, anticapitalisme                                                       | 39               | 9                | 39                    | 6                     |
|       | Parti libéral-radical        | PLR     | RL     | Centre à centre droit libéralisme, radicalisme                                                                              | 29               | 12               | 29                    | 12                    |
|       | Le Centre                    | LC      | M-CEB  | Centre à centre droit démocratie chrétienne, conservatisme social, conservatisme fiscal, libéralisme                        | 28               | 13               | 28                    | 14                    |
|       | Les Verts                    | LV      | G      | Gauche à centre gauche écologisme, europhilie, progressisme                                                                 | 28               | 5                | 28                    | 5                     |
|       | Vert'libéraux                | PVL     | GL     | Centre écologisme, europhilie, libéralisme, progressisme                                                                    | 16               | 0                | 16                    | 0                     |
|       | Parti évangélique            | PEV     | M-CEB  | Centre gauche à centre démocratie chrétienne, conservatisme social, europhilie                                              | 3                | 0                | 3                     | 0                     |
|       | Union démocratique fédérale  | UDF     | V      | Droite fondamentalisme chrétien, populisme, national-conservatisme, euroscepticisme                                         | 1                | 0                | 1                     | 0                     |
|       | Ligue des Tessinois          | Lega    | V      | Droite régionalisme, populisme, national-conservatisme, euroscepticisme                                                     | 1                | 0                | 1                     | 0                     |
|       | Parti suisse du travail      | PST-POP | G      | Extrême gauche à gauche communisme, socialisme                                                                              | 1                | 0                | 1                     | 0                     |
|       | solidaritéS                  | Sol     | G      | Extrême gauche communisme, socialisme                                                                                       | 1                | 0                | 1                     | 0                     |
|       | Divers droite                | Ind.    | V      | Droite conservatisme, libéralisme                                                                                           | 0                | 1                | 0                     | 1                     |
|       | Vacant                       |         |        | | -                | -                | -                     | 1                     |

- M-CEB = Le groupe du centre. Le Centre-PEV
- G = Grün (Verts)
- GL = Grünliberal (Vert libéral)
- RL = Radical libéral
- S = Socialiste
- V = Volkspartei (traduction de la SVP-UDC en français : « Parti du peuple » (Volk))

† À noter que certains groupes ont une abréviation officielle en allemand, certains en français

## Sortants ne renouvelant pas leur candidature

### Conseillers nationaux (état au 8 avril 2023) (26/200)
- 10 pour l'UDC : Andreas Aebi (BE), Yvette Estermann (LU), Andrea Geissbühler (BE), Jean-Pierre Grin (VD), Verena Herzog (TG), Peter Keller (NW), Roger Köppel (ZH), Erich von Siebenthal (BE), Pirmin Schwander (SZ)[9], Walter Wobmann (SO).
- 6 pour le PS : Angelo Barrile (ZH), Sandra Locher Benguerel (GR), Prisca Birrer-Heimo (LU), Yvonne Feri (AG), Edith Graf-Litscher (TG), Ada Marra (VD).
- 5 pour le PLR : Jacques Bourgeois (FR), Doris Fiala (ZH), Kurt Fluri (SO), Christian Lüscher (GE), Christa Markwalder (BE).
- 4 pour LC : Ida Glanzmann (LU), Alois Gmür (SZ), Jean-Paul Gschwind (JU), Martin Landolt (GL).

### Conseillers aux États (état au 8 avril 2023) (9/46)
- 3 pour le PS : Marina Carobbio Guscetti (TI)[10], Hans Stöckli (BE), Roberto Zanetti (SO).
- 3 pour le PLR : Olivier Français (VD), Thomas Hefti (GL), Ruedi Noser (ZH).
- 2 pour l'UDC : Hansjörg Knecht (AG), Alex Kuprecht (SZ).
- 1 pour LV : Adèle Thorens Goumaz (VD).

## Listes pour le Conseil national
Pour cette année, l'Office fédéral de la statistique rapporte un record de candidatures déposées. Ce sont au total 5 909 personnes (2 408 femmes (41 %) & 3 501 hommes (59 %)), soit 1 264 ou 27 % de plus qu'il y a quatre ans, qui se portent candidats à l'élection au conseil national sur un total de 618 listes, à savoir 107 de plus que pour 2019. En outre, près d'un tiers (30 %) des candidats ont moins de 30 ans. Là où l'âge moyen est en-dessous de 40 ans sont les listes des Verts et du PS et là où l'âge moyen dépasse 50 ans sont des petits partis de droite populiste et régionaliste à savoir la Ligue des Tessinois et le MCG.

## Sondages

### Sondages électoraux
| Institut                                                                     | Date              | Échantillon | PS      | LV      | PVL    | PEV    | LC      | PLR     | UDC     | UDF    | Autres | PBD    | PDC     |
| ---------------------------------------------------------------------------- | ----------------- | ----------- | ------- | ------- | ------ | ------ | ------- | ------- | ------- | ------ | ------ | ------ | ------- |
| Institut                                                                     | Date              | Échantillon |         |         |        |        |         |         |         |        |        |        |         |
| Résultats                                                                    | 22 octobre 2023   | 2 554 482   | 18,27 % | 9,78 %  | 7,55 % | 1,95 % | 14,06 % | 14,25 % | 27,93 % | 1,23 % | 4,99 % | –      | –       |
| Sotomo                                                                       | 11 octobre 2023   | 31 850      | 18,3 %  | 9,7 %   | 6,8 %  | 2,1 %  | 14,3 %  | 14,1 %  | 28,1 %  | NC     | 6,6 %  | –      | –       |
| OpinionPlus                                                                  | 11 octobre 2023   | 1 623       | 17,8 %  | 10,4 %  | 7,2 %  | 2,2 %  | 14,1 %  | 14,0 %  | 28,8 %  | 1,1 %  | 4,6 %  | –      | –       |
| LeeWas                                                                       | 3 octobre 2023    | 29 081      | 17,6 %  | 10,5 %  | 7,5 %  | NC     | 13,6 %  | 13,8 %  | 28,7 %  | NC     | 8,3 %  | –      | –       |
| 50plus1                                                                      | 17 septembre 2023 | 4 551       | 17,3 %  | 10,0 %  | 8,8 %  | NC     | 14,4 %  | 13,1 %  | 28,9 %  | NC     | 7,6 %  | –      | –       |
| Sotomo                                                                       | 6 septembre 2023  | 40 889      | 17,3 %  | 10,7 %  | 7,3 %  | 2,1 %  | 14,8 %  | 14,6 %  | 27,6 %  | NC     | 5,6 %  | –      | –       |
| LeeWas                                                                       | 19 juillet 2023   | 25 688      | 17,3 %  | 10,7 %  | 8,2 %  | NC     | 13,9 %  | 14,3 %  | 27,9 %  | NC     | 7,7 %  | –      | –       |
| Sotomo                                                                       | 5 juillet 2023    | 25 216      | 17,8 %  | 10,2 %  | 8,3 %  | 2,1 %  | 14,3 %  | 14,6 %  | 27,1 %  | NC     | 5,5 %  | –      | –       |
| Sotomo                                                                       | 22 mars 2023      | 27 058      | 17,8 %  | 10,7 %  | 8,3 %  | 2,1 %  | 13,3 %  | 15,6 %  | 26,6 %  | NC     | 5,6 %  | –      | –       |
| LeeWas                                                                       | 27 février 2023   | 27 668      | 16,9 %  | 11,1 %  | 8,5 %  | NC     | 13,5 %  | 15,4 %  | 27,5 %  | NC     | 7,1 %  | –      | –       |
| Sotomo                                                                       | 26 octobre 2022   | 21 038      | 16,3 %  | 11,7 %  | 9,3 %  | 2,1 %  | 13,3 %  | 16,1 %  | 26,1 %  | NC     | 5,1 %  | –      | –       |
| LeeWas                                                                       | 26 août 2022      | 26 298      | 16,2 %  | 11,8 %  | 9,2 %  | NC     | 13,4 %  | 16,4 %  | 25,9 %  | NC     | 7,1 %  | –      | –       |
| gfs.bern                                                                     | 4 juillet 2022    | –           | 14,5 %  | 16,0 %  | 10,8 % | 2,0 %  | 12,4 %  | 14,1 %  | 24,7 %  | NC     | 5,5 %  | –      | –       |
| LeeWas                                                                       | 5 janvier 2022    | 19 324      | 16,2 %  | 11,7 %  | 10,2 % | NC     | 13,3 %  | 15,4 %  | 27,0 %  | NC     | 6,2 %  | –      | –       |
| Sotomo                                                                       | 15 octobre 2021   | 27 976      | 15,8 %  | 13,2 %  | 9,8 %  | 2,1 %  | 13,3 %  | 13,6 %  | 26,6 %  | NC     | 5,6 %  | –      | –       |
| Le 1er janvier 2021, le PDC et le PBD fusionnent pour former Le Centre (LC). |                   |             |         |         |        |        |         |         |         |        |        |        |         |
| Sotomo                                                                       | 13 novembre 2020  | 19 620      | 16,8 %  | 12,2 %  | 9,8 %  | 2,6 %  | –       | 15,1 %  | 24,1 %  | NC     | 5,6 %  | 1,9 %  | 11,9 %  |
| Dernières élections                                                          | 20 octobre 2019   | 2 424 202   | 16,84 % | 13,20 % | 7,80 % | 2,08 % | –       | 15,11 % | 25,59 % | 1,0 %  | 5,56 % | 2,44 % | 11,38 % |

### Projections de sièges
| Institut                                                                     | Date              | POP | Sol. | PS | LV | PVL | PEV | LC | PLR | UDC | MCG | LEGA | UDF | Autres | PBD | PDC |
| ---------------------------------------------------------------------------- | ----------------- | --- | ---- | -- | -- | --- | --- | -- | --- | --- | --- | ---- | --- | ------ | --- | --- |
| Institut                                                                     | Date              |     |      |    |    |     |     |    |     |     |     |      |     |        |     |     |
| Résultats                                                                    | 22 octobre 2023   | –   | –    | 41 | 23 | 10  | 2   | 29 | 28  | 62  | 2   | 1    | 2   | –      | –   | –   |
| NZZ                                                                          | 7 octobre 2023    | 1   | –    | 42 | 23 | 11  | 2   | 30 | 31  | 56  | 1   | 2    | 1   | –      | –   |     |
| Tamedia                                                                      | 22 septembre 2023 | –   | –    | 40 | 24 | 13  | –   | 29 | 30  | 57  | –   | –    | –   | 7      | –   | –   |
| CHMedia                                                                      | 2 septembre 2023  | 1   | 1    | 39 | 24 | 12  | 2   | 32 | 31  | 55  | –   | 2    | 2   | 2      | –   | –   |
| Le 1er janvier 2021, le PDC et le PBD fusionnent pour former Le Centre (LC). |                   |     |      |    |    |     |     |    |     |     |     |      |     |        |     |     |
| Dernières élections                                                          | 20 octobre 2019   | 1   | 1    | 39 | 28 | 16  | 3   | –  | 29  | 53  | –   | 1    | 1   | –      | 3   | 25  |

## Campagne

### Financement
La loi fédérale sur les droits politiques intégrant des règles de transparence du financement de la vie politique s’applique pour la première fois lors des élections fédérales de 2023 (ainsi qu'aux votations fédérales dès mars 2024). Les partis doivent communiquer les dons reçus supérieurs à 15 000 francs. Les organisateurs de campagne électorale doivent publier leurs comptes s'ils dépassent 50 000 francs. Les dons anonymes ou de l'étranger sont interdits.
En date du 7 septembre 2023, le Contrôle fédéral des finances a publié les premières déclarations chiffrées de quelques partis, les chiffres annoncés par d'autres partis devant être vérifiés sur deux semaines après le 7 septembre.
Si la déclaration des libéralités est désormais une obligation, le décompte total semble quant à lui rester flou. En effet, le 19 septembre 2023, Direct Magazine (journal lié au Parti socialiste) rapporte qu'en total cumulé, à savoir la déclaration par parti au niveau national et cumul des déclarations des partis cantonaux et par candidats, le PLR serait celui qui disposerait du plus important budget, à hauteur de près de 13 390 000 CHF, l'UDC arrivant seconde avec 12 230 000 CHF alors que le PS serait le parti ayant les plus importants budgets au niveau cantonal. Ces chiffres sont contredits par le journal Le Temps qui rapporte des chiffres différents et inférieurs en date du 20 septembre 2023 où le PLR bénéficierait de 12,4 millions et l'UDC de 11,1 millions. Enfin la télévision publique alémanique SRF publie à la même date des chiffres encore différents et inférieurs.
Les déclarations permettent également de mettre en lumière les plus importants donateurs puisque Le Temps rapporte que les dix dons individuels les plus importants représentent à eux seuls 40% des dons nominatifs soumis à déclaration.
Quatre associations patronales, à savoir Économiesuisse, l'Union patronale suisse, l'Union suisse des arts et métiers ainsi que l'Union suisse des paysans unies sous forme de groupement des fédérations économiques appelé Perspective Suisse ont cumulé des libéralités de 2 196 560 de CHF (près de 500 000 par organisation) répartis principalement pour les campagnes des partis et candidats du PLR, de l'UDC, du Centre et du PVL. La Fondation pour une politique bourgeoise, organe de financement de campagne de l'UDC a également déclaré 500 000 CHF en faveur de son parti et de ses candidats alors que l’Alliance climatique, composée de plus de 148 organisations et associations syndicales, environnementales, écologistes, caritatives, humanitaires ou encore religieuse a budgété 337 000 CHF pour la manifestation nationale pour le climat à Berne du 30 septembre 2023, événement s'inscrivant dans le contexte de la campagne électorale.
En outre, les deux plus grands donateurs individuels sont Carmita Burkard ayant fait un don de 1 million aux Verts et Christoph Blocher avec une libéralité déclarée de 500 000 CHF pour son parti, l'UDC.
Enfin, Donato Scognamiglio, candidat du Parti évangélique zurichois, a déclaré les libéralités les plus importantes pour une campagne électorale personnelle à hauteur de 365 000 CHF.
| Parti | Déclaré par parti (CHF) au CDF | Total cumulé SRF | Total cumulé Le Temps | Total cumulé DirectMagazine |                |
| ----- | ------------------------------ | ---------------- | --------------------- | --------------------------- | -------------- |
| Parti | UDC                            | 4 865 000 CHF    | 10 180 000 CHF        | 11 100 000 CHF              | 12 230 000 CHF |
| PS    | 1 708 000 CHF                  | 7 182 100 CHF    | 6 900 000 CHF         | 7 360 000 CHF               |                |
| PLR   | 2 500 000 CHF                  | 11 480 000 CHF   | 12 400 000 CHF        | 13 390 000 CHF              |                |
| LV    | 1 313 450 CHF                  | 3 653 750 CHF    | 3 700 000 CHF         | 3 960 000 CHF               |                |
| LC    | 2 100 000 CHF                  | 7 190 000 CHF    | 6 600 000 CHF         | 7 670 000 CHF               |                |
| PVL   | 1 017 100 CHF                  | 2 905 670 CHF    | 2 900 000 CHF         | 3 690 000 CHF               |                |
| PEV   | 275 000 CHF                    | 1 181 670 CHF    | 1 410 000 CHF         | 120 000 CHF                 |                |
| AL    | 85 000 CHF                     | 85 000 CHF       | n.c.                  | n.c.                        |                |
| Lega  | 315 000 CHF                    | n.c.             | n.c.                  | n.c.                        |                |
| MCG   | 80 000 CHF                     | 80 000 CHF       | n.c.                  | n.c.                        |                |
| PP    | 200 000 CHF                    | 200 000 CHF      | n.c.                  | n.c.                        |                |
| MV    | 150 000 CHF                    | 150 000 CHF      | n.c.                  | n.c.                        |                |

### Ambitions électorales

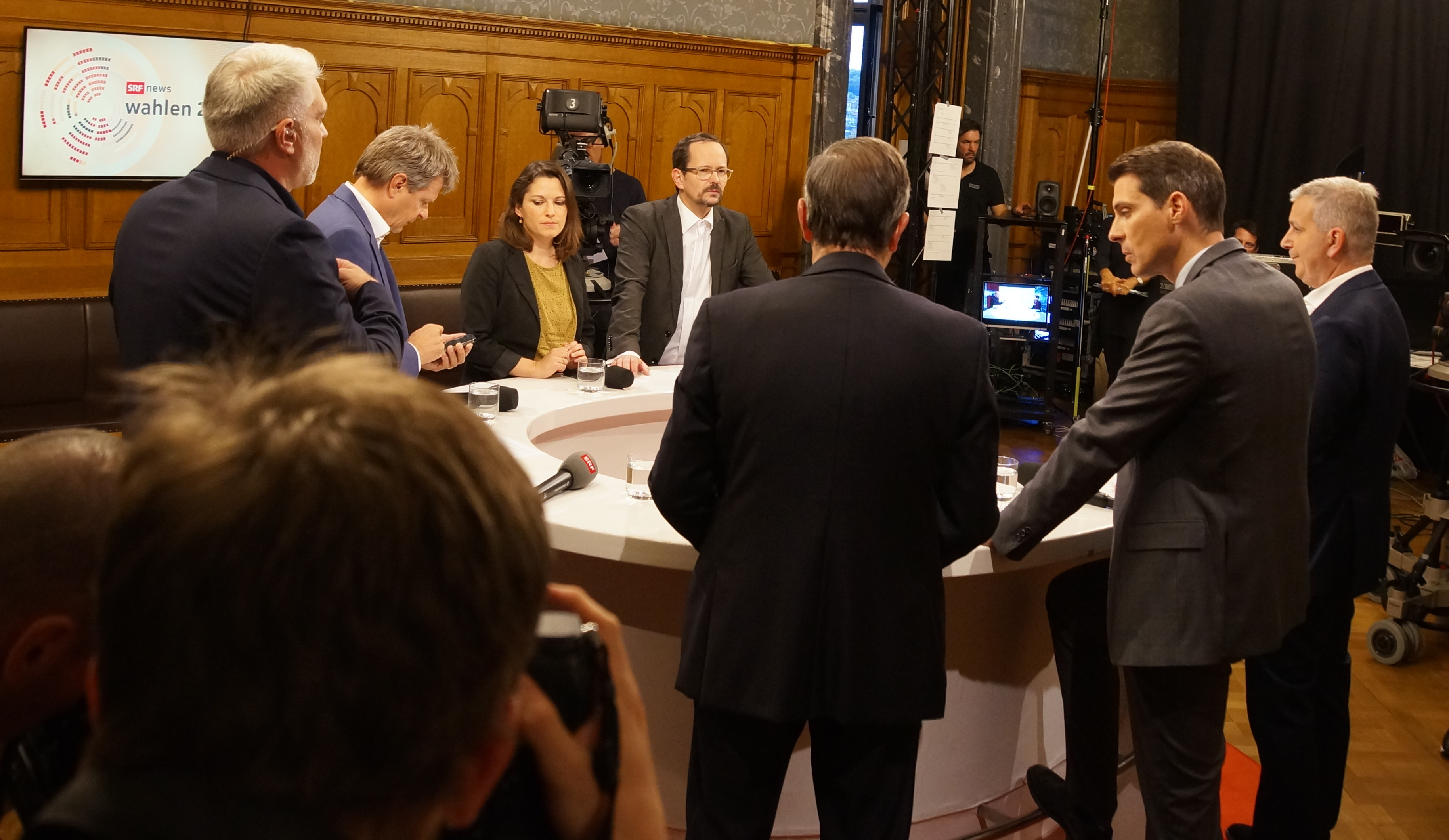
Les présidents de parti à la télévision le soir des élections.

- Les Verts ambitionnent de dépasser le PLR et de devenir la troisième force politique électorale du pays au Conseil national[67].
- Le PLR veut dépasser le PS et devenir le deuxième parti de Suisse[68].
- Les Vert'libéraux souhaitent dépasser les 10 % et regagner des sièges au Conseil des États[69].
- Le Centre ambitionne d'égaler la moyenne arithmétique des résultats du PDC et du PBD ainsi que de gagner des électeurs dans les cantons du Plateau tout en maintenant son électorat là où l'ancien nom « chrétien » du PDC leur offrait une assise forte[70].
- Le PS veut rester la deuxième force politique du pays[71].
- L'UDC ambitionne de reconquérir les 100 000 électeurs perdus en 2019[72].

## Résultats

### Conseil national

#### Au niveau fédéral
|                           |                              |                           |           |       |      |        |               |  |  |
| Parti                     | Parti                        | Sigle                     | Voix      | %     | +/-  | Sièges | +/-           |  |  |
|                           | Union démocratique du centre | UDC                       | 713 470   | 27,93 | 2,34 | 62     | 9             |  |  |
|                           | Parti socialiste suisse      | PS                        | 466 713   | 18,27 | 1,43 | 41     | 2             |  |  |
|                           | Parti libéral-radical        | PLR                       | 383 171   | 14,25 | 0,86 | 28     | 1             |  |  |
|                           | Le Centre                    | LC                        | 359 075   | 14,06 | 0,24 | 29     | 1             |  |  |
|                           | Les Verts                    | LV                        | 249 891   | 9,78  | 3,42 | 23     | 5             |  |  |
|                           | Vert'libéraux                | PVL                       | 192 944   | 7,55  | 0,25 | 10     | 6             |  |  |
|                           | Parti évangélique            | PEV                       | 49 828    | 1,95  | 0,13 | 2      | 1             |  |  |
|                           | Union démocratique fédérale  | UDF                       | 31 512    | 1,23  | 0,23 | 2      | 1             |  |  |
|                           | Parti suisse du travail      | PST                       | 18 434    | 0,72  | 0,33 | 0      | 1             |  |  |
|                           | solidaritéS (et alliés)      | Sol                       | 18 434    | 0,72  | 0,33 | 0      | 1             |  |  |
|                           | Ligue des Tessinois          | Lega                      | 14 159    | 0,55  | 0,2  | 1      | en stagnation |  |  |
|                           | Mouvement citoyens genevois  | MCG                       | 13 018    | 0,51  | 0,29 | 2      | 2             |  |  |
|                           | Liste alternative            | AL                        | 4 342     | 0,17  | 0,15 | 0      | en stagnation |  |  |
|                           | Centre gauche - PCS          | PCS                       | 2 397     | 0,09  | 0,17 | 0      | en stagnation |  |  |
|                           | Démocrates suisses           | DS                        | 2 029     | 0,08  | 0,04 | 0      | en stagnation |  |  |
|                           | Autres partis                | Autres partis             | 72 608    | 2,84  | –    | 0      | en stagnation |  |  |
|                           |                              |                           |           |       |      |        |               |  |  |
| Votes valides             | Votes valides                | Votes valides             | 2 554 482 | 98,06 |      |        |               |  |  |
| Votes blancs et invalides | Votes blancs et invalides    | Votes blancs et invalides | 50 449    | 1,94  |      |        |               |  |  |
| Total                     | Total                        | Total                     | 2 604 931 | 100   | –    | 200    | en stagnation |  |  |
| Abstention                | Abstention                   | Abstention                | 2 980 281 | 53,36 |      |        |               |  |  |
| Inscrits/Participation    | Inscrits/Participation       | Inscrits/Participation    | 5 585 212 | 46,64 |      |        |               |  |  |

#### Ajustement des résultats
Le 25 octobre 2023, l'Office fédéral de la statistique communique une correction des forces des partis sur le plan national. Elle n'affecte aucunement la répartition des sièges, mais fait s'échanger de position le PLR et le Centre,. En décembre 2023, un rapport mandaté par la Confédération conclut à une erreur de programmation. L'erreur touche la retranscription des données transmises par tableur Excel vers le système interne de l'Office fédéral de la statistique.

### Conseil des États
La Chancellerie fédérale ne fournit pas le total des voix par parti au niveau national.
|       |                              |               |          |         |              |               |  |  |  |
| Parti | Parti                        | Sigle         | 1er tour | 2d tour | Total Sièges | +/-           |  |  |  |
| Parti | Parti                        | Sigle         | Sièges   | Sièges  | Total Sièges | +/-           |  |  |  |
|       | Le Centre                    | LC            | 10       | 5       | 15           | 2             |  |  |  |
|       | Parti libéral-radical        | PLR           | 9        | 2       | 11           | 1             |  |  |  |
|       | Parti socialiste suisse      | PS            | 5        | 4       | 9            | en stagnation |  |  |  |
|       | Union démocratique du centre | UDC           | 4        | 2       | 6            | en stagnation |  |  |  |
|       | Les Verts                    | LV            | 3        | 0       | 3            | 2             |  |  |  |
|       | Vert'libéraux                | PVL           | 0        | 1       | 1            | 1             |  |  |  |
|       | Mouvement citoyens genevois  | MCG           | 0        | 1       | 1            | 1             |  |  |  |
|       | Parti évangélique            | PEV           | 0        | 0       | 0            | en stagnation |  |  |  |
|       | Ligue des Tessinois          | Lega          | 0        | 0       | 0            | en stagnation |  |  |  |
|       | Autres partis                | Autres partis | 0        | 0       | 0            | en stagnation |  |  |  |
|       | Indépendants                 | Indépendants  | 0        | 0       | 0            | 1             |  |  |  |
|       |                              |               |          |         |              |               |  |  |  |
| Total | Total                        | Total         | 31       | 15      | 46           | en stagnation |  |  |  |

#### Déroulement
Avant même le premier tour, deux conseillers sont élus en l'absence d'opposants : Daniel Fässler (LC) en Appenzell Rhodes-Intérieures le 30 avril 2023 et Erich Ettlin (LC) dans le canton d'Obwald le 4 septembre 2023.
Trente-et-un sièges, soit plus de la majorité, sont pourvus lors du premier tour le 22 octobre. Sur les 15 sièges restants, 2 sont pourvus dès le 24 octobre en raison du désistement des opposants au second tour des deux candidats arrivés en tête dans le canton de Berne, Flavia Wasserfallen (PS) et Werner Salzmann (UDC), qui sont par conséquent tacitement élus. Des seconds tours sont nécessaires dans le reste des cantons pour départager les candidats aux 13 sièges restants. Une partie sont organisés le 12 novembre pour un siège dans le canton de Vaud et deux sièges dans les cantons de Fribourg, Genève et Valais. Les autres second tours ont lieu le 19 novembre pour un siège en Argovie, à Schaffhouse, Soleure et Zurich, et deux sièges pour le canton du Tessin.

#### Sièges par canton
| Canton                       | Conseillers sortants      | Parti | Parti | Conseillers élus          | Parti | Parti |
| ---------------------------- | ------------------------- | ----- | ----- | ------------------------- | ----- | ----- |
| Zurich                       | Daniel Jositsch           |       | PS    | Daniel Jositsch           |       | PS    |
| Zurich                       | Ruedi Noser               |       | PLR   | Tiana Angelina Moser      |       | PVL   |
| Berne                        | Hans Stöckli              |       | PS    | Flavia Wasserfallen       |       | PS    |
| Berne                        | Werner Salzmann           |       | UDC   | Werner Salzmann           |       | UDC   |
| Lucerne                      | Damian Müller             |       | PLR   | Damian Müller             |       | PLR   |
| Lucerne                      | Andrea Gmür-Schönenberger |       | LC    | Andrea Gmür-Schönenberger |       | LC    |
| Uri                          | Heidi Z'graggen           |       | LC    | Heidi Z'graggen           |       | LC    |
| Uri                          | Josef Dittli              |       | PLR   | Josef Dittli              |       | PLR   |
| Schwytz                      | Othmar Reichmuth          |       | LC    | Petra Gössi               |       | PLR   |
| Schwytz                      | Alex Kuprecht             |       | UDC   | Pirmin Schwander          |       | UDC   |
| Nidwald                      | Hans Wicki                |       | PLR   | Hans Wicki                |       | PLR   |
| Obwald                       | Erich Ettlin              |       | LC    | Erich Ettlin              |       | LC    |
| Glaris                       | Thomas Hefti              |       | PLR   | Benjamin Mühlemann        |       | PLR   |
| Glaris                       | Mathias Zopfi             |       | LV    | Mathias Zopfi             |       | LV    |
| Zoug                         | Peter Hegglin             |       | LC    | Peter Hegglin             |       | LC    |
| Zoug                         | Matthias Michel           |       | PLR   | Matthias Michel           |       | PLR   |
| Fribourg                     | Isabelle Chassot          |       | LC    | Isabelle Chassot          |       | LC    |
| Fribourg                     | Johanna Gapany            |       | PLR   | Johanna Gapany            |       | PLR   |
| Soleure                      | Pirmin Bischof            |       | LC    | Pirmin Bischof            |       | LC    |
| Soleure                      | Roberto Zanetti           |       | PS    | Franziska Roth            |       | PS    |
| Bâle-Campagne                | Maya Graf                 |       | LV    | Maya Graf                 |       | LV    |
| Bâle-Ville                   | Eva Herzog                |       | PS    | Eva Herzog                |       | PS    |
| Schaffhouse                  | Hannes Germann            |       | UDC   | Hannes Germann            |       | UDC   |
| Schaffhouse                  | Thomas Minder             |       | Ind   | Simon Stocker             |       | PS    |
| Appenzell Rhodes-Extérieures | Andrea Caroni             |       | PLR   | Andrea Caroni             |       | PLR   |
| Appenzell Rhodes-Intérieures | Daniel Fässler            |       | LC    | Daniel Fässler            |       | LC    |
| Saint-Gall                   | Benedikt Würth            |       | LC    | Benedikt Würth            |       | LC    |
| Saint-Gall                   | Esther Friedli            |       | UDC   | Esther Friedli            |       | UDC   |
| Grisons                      | Stefan Engler             |       | LC    | Stefan Engler             |       | LC    |
| Grisons                      | Martin Schmid             |       | PLR   | Martin Schmid             |       | PLR   |
| Argovie                      | Thierry Burkart           |       | PLR   | Thierry Burkart           |       | PLR   |
| Argovie                      | Hansjörg Knecht           |       | UDC   | Marianne Binder-Keller    |       | LC    |
| Thurgovie                    | Brigitte Häberli-Koller   |       | LC    | Brigitte Häberli-Koller   |       | LC    |
| Thurgovie                    | Jakob Stark               |       | UDC   | Jakob Stark               |       | UDC   |
| Tessin                       | Marco Chiesa              |       | UDC   | Marco Chiesa              |       | UDC   |
| Tessin                       | Marina Carobbio Guscetti  |       | PS    | Fabio Regazzi             |       | LC    |
| Vaud                         | Adèle Thorens Goumaz      |       | LV    | Pierre-Yves Maillard      |       | PS    |
| Vaud                         | Olivier Français          |       | PLR   | Pascal Broulis            |       | PLR   |
| Valais                       | Beat Rieder               |       | LC    | Beat Rieder               |       | LC    |
| Valais                       | Marianne Maret            |       | LC    | Marianne Maret            |       | LC    |
| Neuchâtel                    | Philippe Bauer            |       | PLR   | Baptiste Hurni            |       | PS    |
| Neuchâtel                    | Céline Vara               |       | LV    | Céline Vara               |       | LV    |
| Genève                       | Lisa Mazzone              |       | LV    | Mauro Poggia              |       | MCG   |
| Genève                       | Carlo Sommaruga           |       | PS    | Carlo Sommaruga           |       | PS    |
| Jura                         | Charles Juillard          |       | LC    | Charles Juillard          |       | LC    |
| Jura                         | Mathilde Crevoisier       |       | PS    | Mathilde Crevoisier       |       | PS    |

Nom en italique : conseillers aux États ne se représentant pas.

## Analyse et conséquences

Résultats par cantons.

Parti arrivé en tête par commune.

Les élections sont marquées par la poussée de l'Union démocratique du centre (UDC) à l'issue d'une campagne centrée sur l'opposition à l'immigration ; l'UDC parvient notamment à progresser dans les villes, devançant par exemple le Parti libéral-radical à Fribourg et Les Verts à Yverdon. À l'inverse, Les Verts et Vert'libéraux sortent grand perdants du scrutin, qui les voit accuser un fort recul par rapport au reste des formations politiques. Les résultats au Conseil des États confirment également la progression de la droite, qui ne parvient cependant pas à réunir la majorité absolue au Conseil national,.
Selon une analyse des résultats parue dans le quotidien 24 heures, le parlement représente bien les différentes régions linguistiques et les villes par rapport aux campagnes, mais est « trop masculin, trop vieux, plus instruit que la moyenne, assez traditionnel et avec beaucoup d'enfants, et pas assez multiculturel ». Le Conseil national est ainsi plus âgé et moins féminin que celui de la législature précédente. À l'inverse, le Conseil des États se féminise, totalisant un record de 16 femmes (contre 12 pendant la législature précédente). Les agriculteurs, qui représentent 2,3 % des actifs, occupent 10 % des sièges au Conseil national ; les chefs d'entreprise 17 %, les avocats 11 % et les autres professions libérales 14 %, tandis que 27 % des conseillers nationaux se déclarent professionnels de la politique. Près de trois quarts des élus de l'Assemblée fédérale ont un diplôme universitaire, contre un quart dans la population active. Selon le politologue de l'Université de Lausanne Andrea Pilotti « la Suisse est le pays où l'écart entre la part des salariés — qui forment la majorité des actifs — et celle du parlement est la plus forte en Europe », ajoutant que le parlement est composé à 75 % de personnes de la petite et moyenne bourgeoisie. L'Assemblée fédérale compte également davantage de personnes mariées (près de deux tiers) que la population adulte (50 %) ; plus de trois quarts des élus ont des enfants contre deux tiers au sein de la population adulte. Enfin, seuls 9 % des élus sont binationaux contre 20 % de la population.
Trois quarts des parlementaires sont membres d'une Église contre 58 % dans l'ensemble de la population, les personnes sans confession et les musulmans sont fortement sous-représentés et les catholiques ont une majorité absolue de 56 % au Conseil des États. Selon le politologue Adrian Vatter (de), il y a un « fossé religieux entre la base et l'élite ».